# Annie Leigh Browne
Pour les articles homonymes, voir Browne.
Annie Leigh Browne (14 mars 1851 - 8 mars 1936) est une pédagogue et suffragiste britannique. Elle est cofondatrice de la résidence universitaire pour femmes, College Hall, à Londres, et participe au financement des campagnes pour l'élection de femmes au gouvernement local.

## Biographie
Annie Browne naît à Bridgwater, dans le Somerset, en 1851, fille de Samuel Woolcott Browne, négociant, et de Thomazine Leigh Browne née Carlslake. Ses parents sont libéraux et unitariens, engagés dans des activités philanthropiques et sociales et la famille fréquente Mary Carpenter, Frances Power Cobbe et Matthew Davenport Hill. Ses deux grands-pères ont combattu à la bataille de Trafalgar. Sa famille s'installe à Clifton, près de Bristol. Elle est éduquée par des tuteurs et des gouvernantes, puis lorsque sa famille s'installe à Londres, elle fréquente le Queens College sur Harley Street pendant un an en 1868. Elle participe à la réunion suffragiste tenue par John Beddoe et son épouse à leur domicile en 1868,.
En 1880, elle s'engage en faveur de l'éducation supérieure des femmes, avec Mary Stewart Kilgour, Mary Thomasina Browne et Henrietta Müller. Elle soutient la création de la National Union for the Improvement of the Education of Women of All Classes (Women's Education Union) créée en 1871 par Maria Georgina Grey et sa sœur aînée Emily Shirreff pour favoriser la création d'écoles de jour aux tarifs modérés,. Elle continue son autoformation en lisant les travaux du théologien unitarien Theodore Parker et en suivant les cours des philosophes unitariens William Henry Channing et James Martineau. Elle est membre du comité de la Women's Protective and Provident League  et dirige la Women's Printing Society à la requête de Jeannette Wilkinson (en). Elle est cofondatrice en 1882 du College Hall, une résidence universitaire destinées aux étudiantes de l'University College et de la London School of Medicine, à Byng Place,. Elle est nommée secrétaire honoraire (c'est-à-dire bénévole) du comité d'organisation et la résidence ouvre ses portes à Byng Place, Gordon Square à l'automne 1882, avec Eleanor Grove comme principale, Rosa Morison comme principale adjointe, et deux étudiantes. Annie Browne démissionne de sa fonction de secrétaire en 1890, et sa sœur Thomazine Lockyer lui succède. 
Annie Browne participe à la fondation et au financement, en novembre 1888, de la Society for Promoting the Return of Women as County Councillors avec Eva McLaren, Isabel Hamilton-Gordon, Louisa Temple Mallett et Millicent Garret Fawcett. La société est renommée en 1893 Women's Local Government Society et son objectif est de faire élire des femmes dans les gouvernements locaux. Le WLGS prend une part active à la campagne contre les Education Acts de 1902 et 1903 qui substituent aux conseils élus, dans lesquels siégeaient des femmes par des commissions nommées par les autorités locales.
Annie Browne est membre du comité exécutif de l'Union of Practical Suffragists en 1898, membre de la Central Society for Women's Suffrage (et de son successeur, la London Society for Women's Suffrage). Elle participe en février 1907 à la Mud March organisée par la National Union of Women's Suffrage Societies.
Elle meurt le 8 mars 1936 à Londres des suites d'une bronchite et d'une pneumonie.